# دوماس گت
دوماس گت (اسپانیایی: Dumas Guette‎؛ زادهٔ ۲۵ دسامبر ۱۹۵۲) بازیکن فوتبال اهل کلمبیا بود.
از باشگاه‌هایی که در آن بازی کرده‌است می‌توان به باشگاه ورزشی دیپورتیوو کالی اشاره کرد.